# 巴多
巴多（？—），中国大陆男演员，擅长喜剧表演。他与王双宝多次饰演搭档，引起广泛好评。代表作电影《疯狂的赛车》、《无人区》等。